# Asota brevipennis
Asota brevipennis là một loài bướm đêm trong họ Erebidae.